# Paradis (Gurnah)
Pour les articles homonymes, voir Paradise.

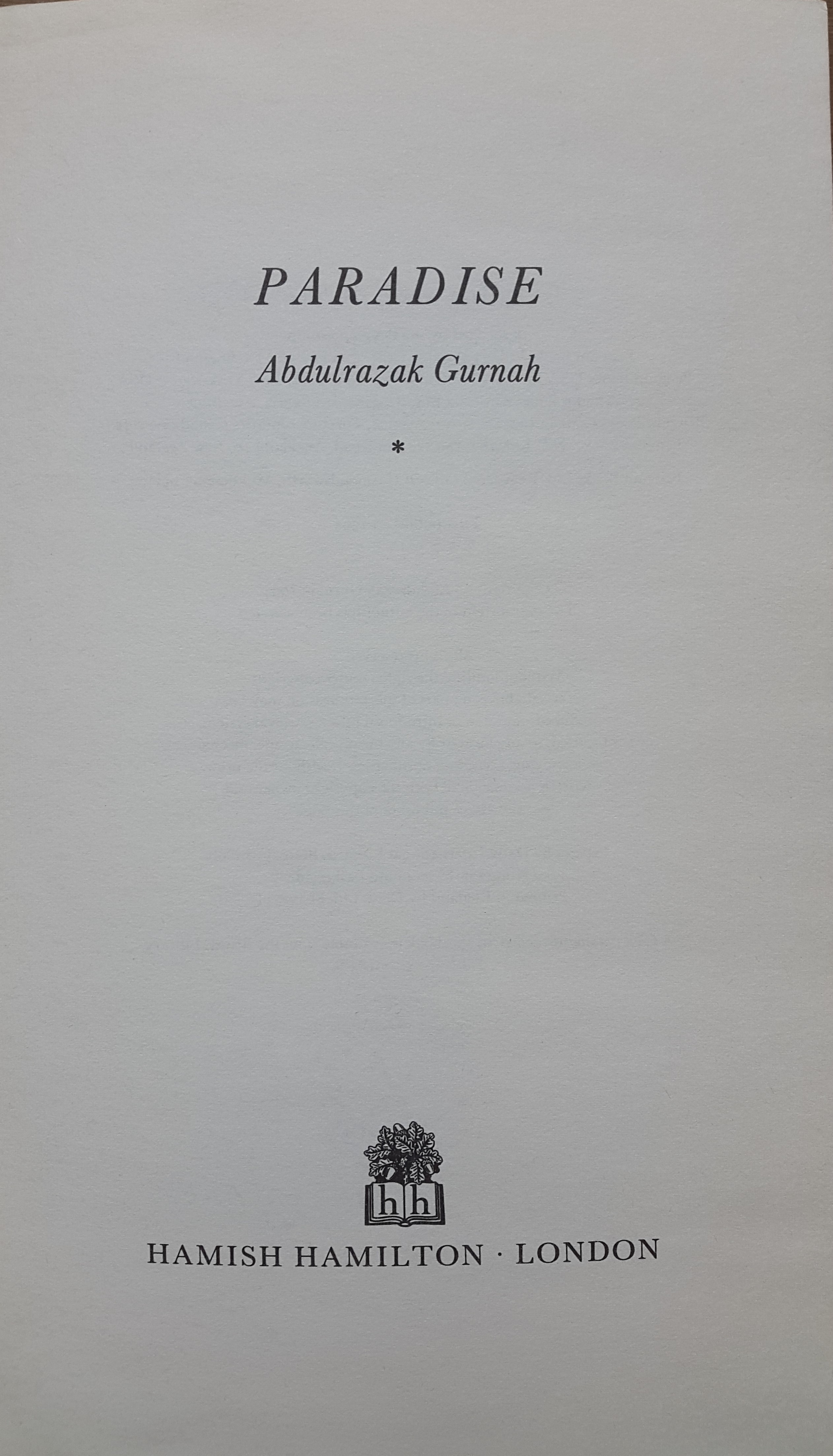

Paradis (titre original anglais : Paradise) est un roman historique de Abdulrazak Gurnah publié en 1994 au Royaume-Uni chez l'éditeur londonien Hamish Hamilton. Le roman a été nommé pour le Booker Prize et le prix Costa,.

## Résumé
Yusuf a 12 ans et vit avec ses parents dans la petite ville de Kawa, en Tanzanie. Son père a ouvert un hôtel grâce à un emprunt important envers un marchand arabe, Aziz. Ne pouvant rembourser sa dette, l’hôtelier se voit contraint de confier son fils à son créancier. Yusuf suit donc celui qu’il appelle « Oncle Aziz » sans se rendre compte qu’il devra travailler comme esclave dans la boutique de ce dernier. Lorsque le riche négociant organise une caravane pour faire des affaires à l’intérieur du pays, Yusuf prend part à l’expédition qui lui fera découvrir la diversité de son pays et de ses peuples.